# Hercules (1983)
Hercules is een Italiaans-Amerikaanse fantasyfilm uit 1983 met in de hoofdrol Lou Ferrigno. De film gaat over de Griekse mythologische held Hercules. In 1985 kwam er een vervolgfilm uit genaamd The Adventures of Hercules. 

## Plot
Hercules moet de tovenaar Minos verslaan die wetenschap als wapen gebruikt.

## Ontvangst
De recensies voor de film waren heel erg slecht.
De film was genomineerd voor vijf  Razzies en won slechtste nieuwe ster voor Ferrigno en slechtste vrouwelijke bijrol voor Sybil Danning.

## Rolverdeling
| Acteur           | Personage    |
| ---------------- | ------------ |
| Lou Ferrigno     | Hercules     |
| Sybil Danning    | Ariadne      |
| Brad Harris      | Augias       |
| Ingrid Anderson  | Cassiopeia   |
| William Berger   | Koning Minos |
| Rossana Podestà  | Hera         |
| Mirella D'Angelo | Circe        |